# Invasie (film)
Invasie is een Nederlandse actiefilm uit 2024, geregisseerd door Bobby Boermans. De film ging op 11 april 2024 in première.

## Verhaal
De film volgt de Nederlandse regering die compleet verrast wordt wanneer de landen Curaçao en Aruba aangevallen worden door hun buurland Veragua. Het conflict escaleert al rap en na een opeenstapeling van onverwachte gebeurtenissen moeten drie jonge mariniers uitzoeken wat het juiste is om te doen.

## Rolverdeling
| acteur                   | personage           |
| ------------------------ | ------------------- |
| Tarikh Janssen           | Andy                |
| Gijs Blom                | Jack                |
| Ortál Vriend             | Noa                 |
| Fedja van Huêt           | Stan Bot            |
| Gijs Scholten van Aschat | Maurits Caan        |
| Jasha Rudge              | Judsel              |
| Raymond Thiry            | John Brouwer        |
| Nyncke Beekhuyzen        | Marjon              |
| Dian Biemans             | Nina de Jong        |
| Carine Crutzen           | Janice Kroes        |
| Siawaash Cyrroes         | Cem                 |
| Oscar Foronda            | Hecter Lagarto      |
| Fidel Garcia Cortez      | Diego Cruz          |
| Hugo Haenen              | premier             |
| Uriah Havertong          | Daniël              |
| Ziarah Janssen           | Isa                 |
| Bram Klappe              | Cas van Beek        |
| Mark Rietman             | Bruno Staal         |
| Dennis Rudge             | Carl                |
| Sabri Saddik             | Will Oostgaarde     |
| Alexander Schuitema      | Bobby Froost        |
| Michel Sminia            | beveiligingsbeambte |
| Jonas Smulders           | Tom                 |
| Matteo van der Grijn     | Guus Piwek          |
| Xander van Vledder       | Taco van Vlijmen    |
| Chiem Vreeken            | Paul Verhoeven      |

## Achtergrond
De film werd geregisseerd door Bobby Boermans en geproduceerd door Errol Nayci, namens productiebedrijf Storytellers Film & TV. De opnamen van de film gingen van start in juli 2022 en vonden onder meer plaats op Curaçao, Aruba, Saba en in Nederland. De film werd gemaakt in samenwerking met de Koninklijke Marine die de opnames logistiek en materieel ondersteunde, met als doel meer personeel te werven.
Invasie ging op 11 april 2024 in première. Vanaf september 2024 was de film te zien op Netflix.